# Warnécourt
Warnécourt és un municipi francès situat al departament de les Ardenes i a la regió del Gran Est. L'any 2007 tenia 362 habitants.

## Demografia

### Població
El 2007 la població de fet de Warnécourt era de 362 persones. Hi havia 143 famílies de les quals 26 eren unipersonals (11 homes vivint sols i 15 dones vivint soles), 72 parelles sense fills i 45 parelles amb fills.
La població ha evolucionat segons el següent gràfic:
Habitants censats

### Habitatges
El 2007 hi havia 151 habitatges, 140 eren l'habitatge principal de la família, 4 eren segones residències i 7 estaven desocupats. 139 eren cases i 12 eren apartaments. Dels 140 habitatges principals, 112 estaven ocupats pels seus propietaris, 24 estaven llogats i ocupats pels llogaters i 5 estaven cedits a títol gratuït; 5 tenien una cambra, 5 en tenien dues, 8 en tenien tres, 23 en tenien quatre i 100 en tenien cinc o més. 118 habitatges disposaven pel capbaix d'una plaça de pàrquing. A 43 habitatges hi havia un automòbil i a 91 n'hi havia dos o més.

### Piràmide de població
La piràmide de població per edats i sexe el 2009 era:
| Homes | Edats   | Dones |
| ----- | ------- | ----- |
| 0     | 95 o +  | 0     |
| 0     | 90 a 94 | 0     |
| 0     | 85 a 89 | 0     |
| 0     | 80 a 84 | 0     |
| 4     | 75 a 79 | 0     |
| 0     | 70 a 74 | 4     |
| 16    | 65 a 69 | 4     |
| 0     | 60 a 64 | 16    |
| 12    | 55 a 59 | 8     |
| 20    | 50 a 54 | 12    |
| 16    | 45 a 49 | 24    |
| 20    | 40 a 44 | 20    |
| 12    | 35 a 39 | 12    |
| 12    | 30 a 34 | 8     |
| 12    | 25 a 29 | 12    |
| 12    | 20 a 24 | 8     |
| 16    | 15 a 19 | 12    |
| 36    | 10 a 14 | 20    |
| 8     | 5 a 9   | 12    |
| 4     | 0 a 4   | 8     |

## Economia
El 2007 la població en edat de treballar era de 240 persones, 170 eren actives i 70 eren inactives. De les 170 persones actives 160 estaven ocupades (80 homes i 80 dones) i 11 estaven aturades (7 homes i 4 dones). De les 70 persones inactives 33 estaven jubilades, 23 estaven estudiant i 14 estaven classificades com a «altres inactius».

### Ingressos
El 2009 a Warnécourt hi havia 145 unitats fiscals que integraven 369 persones, la mediana anual d'ingressos fiscals per persona era de 22.550 €.

### Activitats econòmiques
Dels 7 establiments que hi havia el 2007, 1 era d'una empresa de fabricació d'altres productes industrials, 2 d'empreses de construcció, 1 d'una empresa de transport, 1 d'una entitat de l'administració pública i 2 d'empreses classificades com a «altres activitats de serveis».
L'únic servei als particulars que hi havia el 2009 era un paleta.

## Equipaments sanitaris i escolars
L'únic equipament sanitari que hi havia el 2009 era un hospital de tractaments de mitja durada (seguiment i rehabilitació).

## Poblacions més properes
El següent diagrama mostra les poblacions més properes.